# Nindara
Nindara was een god in de Sumerische mythologie, namelijk de gemaal van de godin Nansje.